# Petar Vuletić
Petar Vuletić „Šjor” (Podžablje, Neum, 10. siječnja 1937. – Los Angeles, 12. studenog 1998.) bio je hrvatski katolički svećenik i pjesnik.

## Životopis
Vuletić je rođen 10. siječnja u Podžablju, župa Gradac. Osnovnu školu završio je u Gracu, a srednju u Širokom Brijegu odakle je nastavio u sjemeništu u Dubrovniku. Teološki fakultet u Zagrebu upisuje 1955. kojeg završava 1963. godine.
Za svećenika Trebinjsko-mrkanske biskupije ga je zaredio biskup Petar Čule u Gorici 29. lipnja 1962. godine. Od 1963. bio je župni vikar u Studencima, a od sljedeće godine župnik na Trebinji. Od 1968. do 1970. župnik je u Grabovici. Iz Grabovice je premješten na Ledinac, 1970. godine, gdje otaje narednih pet godina.
Od 1975. do 1980. bio je župnik u Whyalli (Australija). Tamo je otvorio Hrvatsku školu i osnovao folklornu skupinu „Kraljica Jelena”. Iz Australije se vraća u Stolac, gdje je, od 1980. do 1982., službovao kao stolački župnik i dekan stolačkog dekanata. Od 1984. župnik je u Bijelom Polju – Potocima. Sljedeće godine imenovan je upraviteljem Svećeničkog doma u Bijelom Polju. Na toj službi ostaje do 1988. kada je stavljen na raspolaganje župi sv. Ante u Los Angelesu. Tamo je djelovao kao duhovni pomoćnik, a jedno kratko vrijeme i kao župni upravitelj.
Umro je u Los Angelesu 12. studenog 1998. godine.

## Spisateljska djelatnost
- „Plamenovi duše” (molitvenik, 1967.)
- „Čuvar svetoga groba” (epske pjesme, 1970.)
- „Zemlja zumbulova” (pjesme, 1983.)
- „Šjor” (zbirka poezije i proze, 1995.)
- „Putokazi” (pjesme, 1997.)
- „Ima sunca za sve nas” (pjesme, 1998.)
- „Drugo uskrsnuće” (oratorij, 2005.)

Zajedno s don Božom Golužom priredio je tri zbirke propovijedi mons. Anđelka Babića koje je izdala Crkva na kamenu.

## Počasti
- Simpozij o don Petru, 11. studenog 2000. u Mostaru.[3]
- Zbornik „Radosni navjestitelj evanđelja”, Crkva na kamenu, Mostar, 2002.[3]
- Tomislav Vuletić, „Hvalospjev smrti moga brata svećenika”, Gradac – Prud, 2002.[2]

### Knjige
- Krmek, Ljubo. 2014. Hrvatsko pjesništvo Donje Hercegovine (PDF). Matica Hrvatska Stolac. Stolac.
- Perić, Ratko. 2021. Kriste, budi im život Ti!. Crkva na kamenu. Mostar. ISBN 9789926838294

### Mrežne stranice
- Obljetnica smrti don Petra Vuletića Šjora. Crkva na kamenu. Pristupljeno 2. siječnja 2023.